# Чемпионат Германии по кёрлингу среди женщин 2016
Чемпионат Германии по кёрлингу среди женщин 2016 проводился с 26 по 28 февраля 2016 года в городе Филлинген-Швеннинген.
В чемпионате приняло участие 3 команды.
Чемпионом стала команда скипа Андреа Шёпп, серебряные медали завоевала команда скипа Майке Беер, бронзовые медали — команда скипа Даниэлы Дриндль.
Одновременно и в том же месте проводился чемпионат Германии по кёрлингу среди мужчин 2016.

## Формат турнира
Команды сыграли в групповом этапе, проводимом по круговой системе в два круга.

## Составы команд
| Четвёртый       | Третий        | Второй            | Первый         |
| --------------- | ------------- | ----------------- | -------------- |
| Майке Беер      | Sina Frey     | Николь Мускатевиц | Carola Sinz    |
| Даниэла Дриндль | Аналена Йенч  | Марика Треттин    | Пиа-Лиза Шёлль |
| Андреа Шёпп     | Моника Вагнер | Лиза Рух          | Andrea Fisher  |

(скипы выделены полужирным шрифтом)

## Результаты соревнований

### Групповой этап
|    | Команда (скип)  | A1       | A2       | A3       | В | П | Место |
| -- | --------------- | -------- | -------- | -------- | - | - | ----- |
| A1 | Майке Беер      | *        | 9:8 6:8  | 7:8 3:10 | 1 | 3 | 2     |
| A2 | Даниэла Дриндль | 8:9 8:6  | *        | 3:10 2:7 | 1 | 3 | 3     |
| A3 | Андреа Шёпп     | 8:7 10:3 | 10:3 7:2 | *        | 4 | 0 | 1     |

### Итоговая классификация
| Место | Команда (скип)  | И | В | П |
| ----- | --------------- | - | - | - |
| 1     | Андреа Шёпп     | 4 | 4 | 0 |
| 2     | Майке Беер      | 4 | 1 | 3 |
| 3     | Даниэла Дриндль | 4 | 1 | 3 |